# 澜沧雪灵芝
澜沧雪灵芝（学名：Arenaria lancangensis）是石竹科无心菜属的植物，为中国的特有植物。分布在中国大陆的云南、西藏、四川、青海等地，生长于海拔3,500米至4,800米的地区，多生在高山草甸或砾石带。